# Kľak
Kľak (in ungherese Madarasalja) è un comune della Slovacchia facente parte del distretto di Žarnovica, nella regione di Banská Bystrica.